# Русенци
Някои личности, свързани с Русе, са категоризирани тук според обществената дейност, с която са били значими.
С наклонен шрифт са маркирани имената на онези от тях, които не са родени в града (нито в близката му околност), но са били по някакъв съществен начин свързани с него.

## Български революционери и антифашисти
- Семейство Обретенови
  - Тихо Обретенов (1808 – 1869, Русе), абаджия и търговец, интелектуалец; баща на седем деца – всичките работили за Освобождението
  - Баба Тонка (Тонка Обретенова, родена в Червен, 1812 – 1893), българска националреволюционерка и героиня, съратница и доверено лице на Васил Левски, организаторка на Русенския комитет заедно със синовете си Георги, Никола, Ангел и Атанас
  - Атанас Обретенов, (1835 – ?) (наричан „стар иконом“ или Барбата), български националреволюционер, живял в Русе. Отговарял е за скривалището в дома им и за пренасянето на оръжие и тайна поща.
  - Ангел Обретенов (1837 – 1894), български националреволюционер, учил и починал в Русе, участник в Четата на Хаджи Димитър и Стефан Караджа. Осъден на доживотна каторга и освободен през 1878 година с обща амнистия.
  - Петър Обретенов (ок. 1840-1844 – 1868), български националреволюционер, вторият син на баба Тонка. Участва във Втора българска легия и в четата на Хаджи Димитър и Стефан Караджа. Загива при сражение на четата.
  - Петрана Обретенова (1842 – 1932), българска учителка и революционерка, тайна комитетска куриерка, дъщеря на Баба Тонка. Ушива бойното знаме на Червеноводската чета, четите на Христо Ботев и Стоил войвода по време на Априлското въстание. Участва в Руско-турската война.
  - Никола Обретенов (1849 – 1939), български националреволюционер, деец на БРЦК, ВРО и Гюргевски революционен комитет, апостол на Русенско-Шуменски революционен окръг, участник в четата на Христо Ботев. Окръжен управител, народен представител и кмет на Русе. Починал в Русе
  - Георги Обретенов (след 1849 – 1876), български националреволюционер, четник в Старозагорското въстание, помощник-апостол и военен организатор на II Сливенски революционен окръг, загинал в Априлското въстание
  - Анастасия Обретенова (1860 – 1926), подпомага дейността на братята си, след Освобождението като съпруга на Захари Стоянов редактира неговите произведения.
- Панайот Хитов, български националреволюционер (1830 – 1918, роден в Сливен, починал в Русе)
- Любен Каравелов, български националреволюционер, писател, журналист (ок. 1834 – 1879, роден в Копривщица)
- Ангел Кънчев, български националреволюционер (1850 – 1872, роден в Трявна, учил в Русе), участник във Втората българска легия, помощник на Васил Левски във ВРО. Самоубил се в Русе, за да не бъде заловен от турците
- Иларион Драгостинов, националреволюционер, основател на Русенския Революционен Комитет (1852 – 1876, роден в Арбанаси)
- Стефан Пенев, български националреволюционер от ВМОРО (1873 – ?)
- Димитър Иванов, български националреволюционер от ВМОРО, четник на Дончо Лазаров[1]
- Роман Величков, български националреволюционер от ВМОРО, четник на Боби Стойчев[2]
- Иван Богданов, български националреволюционер от ВМОРО, четник на Панчо Константинов[3]
- Иван Мънзов, (1842 – 1918), националреволюционер (починал в Русе)
- Иван Мутафов, националреволюционер от ВМОРО, четник на Лука Иванов[4]
- Вела Пискова (1889 – 1925), (родена в Търново), българска революционерка, учителка и организаторка на женското антивоенно движение през Първата световна война, участва в Септемврийското въстание от 1923 г. като ръководител на бойни групи и е първата жена-комендант на град. Ръководи военната организация на БКП (т. с.) в Русе, където е убита. [5] [6]
- Здравко Чампоев (1914 – 1942), български революционер и антифашист, деец на комунистическото движение, роден в Русе. Изключен от Русенската мъжка гимназия за революционна дейност през 1931 г. Ръководител на комунистическите бойни групи в Русенско по време на Втората световна война. Самоубива се в Русе при опит да бъде заловен от полицията. [7]
- Ана Вентура (1925 – 1944), българска революционерка и антифашистка, един от ръководителите на РМС и БРПБРП в Русе, член на ционистката организация Макаби и активистка в борбата срещу Холокоста, организатор на въоръжени бойни чети в Русенско, убита в Русе [8]

## Политици, предприемачи, общественици
- Атанас Гарвалов, първият български кмет на Русе
- Манук бей (1769 – 1817), арменски търговец и драгоман
- Хаджи Иванчо Пенчович (1822 – 1895), член на Османския държавен съвет, Великото народно събрание и Държавния съвет на Княжество България
- Йосиф Дайнелов, търговец, публицист, обществен деятел (1839 – 1891)
- Екатерина Каравелова, общественик, учредител на български женски съюз (1860 – 1947)
- Михаил Арнаудов, етнограф, литературен историк, филолог, общественик, министър на народното просвещение (1878 – 1978)
- Петър Райчев, опълченец в Руско-турската война, кмет на Бургас
- Георг Силаги, унгарски революционер, български масон, аптекар и режисьор, създател на първата частна аптека в Русе
- Михаил Силаги, български масон, полиглот, фотограф и един от основателите на аптекарското дело, учител на млади аптекари
- Иван Данев (1853 – 1891), просветен деец, народен представител и кмет на Русе
- Антон Франгя, адвокат и политик, министър на железниците, пощите и телеграфите 1911 – 1913 (1856 – 1917)
- Иван Хаджииванов, адвокат, патриот, общественик
- Александър Хитов, адвокат, председател на Софийски окръжен съд и Българска сконтова банка (1881 – 1938)
- Симеон Хитов, лекар и общественик (1876 – 1959)
- Димитрана Иванова, учител, журналист, общественик (1881 – 1960)
- Петър Винаров, общественик, кмет на Русе (1885 – 1893)
- Димитър Баларев, химик (1885 – 1964)
- Стефан Поборников, банкер (1885 – ?)
- Венелин Ганев, юрист, дипломат, политик, един от регентите на малолетния цар Симеон II (1880 – 1966)
- Георги Губиделников – син (1885 – 1952), финансист
- Тодор Губиделников, предприемач, (1889 – 1959)
- Апостол Арнаудов, юрист, общественик (1905 – 1985)
- Жак Канети, френски музикален продуцент (1909 – 1997)
- Светослав Лучников, юрист и политик, Министър на правосъдието (1991 – 1992) (1922 – 2002)
- Игнат Канев (1926 – 2020), канадски строителен предприемач от Русенско, финансирал изграждането на модерен конферентен комплекс към Русенския университет
- Емил Златарев, юрист, професор по финансово право (1937 - 2023)
- Димитър Калчев, икономист, политик, кмет на Русе, министър на държавната администация (2001 - 2005) (1945 – 2008)
- Елеонора Николова, юрист, политик, кмет на Русе, народен представител (р. 1950)
- Валентин Церовски, политик, бивш министър на регионалното развитие и благоустройството 2002 – 2005 (1956 – 2012)
- Божидар Йотов, политик, инженер, кмет на Русе (2005 - 2011) (р. 1956)
- Николай Събев, предприемач, бизнесмен, Министър на транспорта и съобщенията (2021) (р. 1960)
- Пламен Стоилов, инженер, военен, икономист, политик, кмет на Русе (2011 - 2019) (р. 1962)
- Красимир Каракачанов, историк, политик, вицепремиер и министър на отбраната (2014 - 2017) (р. 1965)
- Даниела Везиева, икономист, политик, заместник-министър на икономиката (2014 - 2017), министър на икономиката (2021) (р. 1967)
- Звезделина Станкова, професор по математика (р. 1969)
- Виктория Василева, икономист, политик, народен представител (р. 1971)
- Искрен Веселинов, инженер, юрист, политик, народен представител (р. 1972)
- Ализан Яхова, финансист, политик, народен представител (р. 1973)
- Любомир Владимиров, икономист, учен, политик, народен представител (р. 1974)
- Десислав Чуколов, политик, народен представител (1974 - 2022)
- Юлиан Ангелов, икономист, политик, народен представител (р. 1975)
- Златан Златанов, юрист, политик, народен представител (р. 1979)
- Ружа Игнатова, българо-германска предприемачка и измамничка (р. 1980)
- Иван Белчев, инженер-дизайнер, политик, народен представител (р. 1983)
- Иво Пазарджиев, юрист, политик, предстедател на Общински съвет Русе (2019 – 2023) (р. 1986)

## Лекари
- д-р Пашова, лекар педиатър, преподавател по майчинство и детство
- Жорж Канети (1911 – 1971), френски лекар
- Георги Хубчев (1954 – 2020), български лекар акушер-гинеколог, дългогодишен началник на АГ отделение в УМБАЛ „Канев“ в Русе, началник на АГ отделение в УМБАЛ „Дева Мария“ в Бургас, „Лекар на годината“ за 2019 година, професор

## Военни дейци
- генерал Никола Рибаров, български офицер (генерал-лейтенант), началник 3-та пехотна балканска дивизия през Първата световна война
- генерал Върбан Винаров, български офицер, възпитаник на Роберт колеж и генерал-майор от сухопътните войски на България
- генерал Васил Кутинчев, български офицер, генерал от пехотата, участвал в Сръбско-българската, Балканската, Междусъюзническата и Първата световна война
- майор Атанас Узунов (1857 – 1887), български офицер, майор, ръководил отбраната на Видин през Сръбско-българската война, разстрелян след Русенския русофилски бунт в 1887 г.

## Дейци на литературата, киното, театъра, телевизията
- Марийка Попова, актриса, първата професионална актриса в България (1866 – 1940)
- Стоян Михайловски (1856 - 1927), писател, политик, юрист, общественик, написал стихотворението "Върви народе възродени", докато е бил учител в Русенската мъжка гимназия.
- Васил Гаджанов, писател и журналист (1937 – 2007)
- Константин Ташев (1935 – 1990), композитор
- Елена Хранова (1887 - 1976), актриса
- Константин Мутафов, общественик и поет (1879 – 1946)
- Исак Даниел, драматичен режисьор (1894 – 1942)
- Майкъл Арлън (Дикран Куюмджиян), британски писател (1895 – 1956)
- Владимир Полянов (Георги Тодоров), писател, театрален режисьор, културен деец (1899 – 1988)
- Боян Дановски, режисьор, театрален педагог, театровед и драматург, директор на Сатиричен театър „Алеко Константинов“ (1899 - 1976)
- Змей Горянин (Светозар Димитров), писател (1905 – 1958)
- Елиас Канети, писател, нобелов лауреат (1905 – 1994)
- Стефан Гечев, поет (1911 – 2000)
- Райна Михайлова, оперна певица и педагог (1915 - 2008)
- Мила Доротеева, поетеса, журналистка (1921 – 2008)
- Надя Шаркова, оперетна и оперна певица, сопран (р. 1924)
- Дора Винарова, режисьор (р. 1926)
- Леон Даниел, театрален режисьор (1927 - 2008)
- Любен Гройс, актьор, театрален режисьор (1943 – 1982)
- Илия Пенев, български драматичен е филмов артист (1933 – 2006)
- Стефан Цанев, писател (р. 1936 в с. Червена Вода, Русенско)
- Здравко Кисьов, поет и преводач (1937 – 2015) – почетен гражданин на Русе
- Иван Цанев, поет (р. 1941 в с. Острица, Русенска област)
- Анита Коларова, поетеса, (1940)
- Младен Киселов, театрален режисьор (1943 - 2012)
- Огнян Стамболиев, литературен и музикален критик и преводач, лауреат на Румънската академия (р. 1947)
- Ричард Груев, журналист (1947 – 2011)
- Валентин Стойчев, театровед, театрален ръководител, основател на Театър 199 в гр. София (1948 – 2007)
- Владимир Луков, поет (р. 1949 в Ценово, Русенско), носител на Почетен знак на Министерството на културата „Златен век“ – печат на Цар Симеон Велики – сребърен, с грамота за принос в развитието и утвърждаването на българската култура и национална идентичност
- Крум Гергицов, драматург, театровед (р. 1949)
- Атанас Ганчев (поет), поет и литературен критик (p. 1950 в гр. Цар Калоян)
- Светослав Пейчев, писател (р. 1952)
- Енчо Данаилов, актьор, тв водещ (р. 1957)
- Пламен Павлов, историк, поет, тв водещ (р. 1958)
- Мирослав Цветанов, актьор, сценограф, учен (р. 1959)
- Виктория Колева, актриса (р. 1960)
- Роман Кисьов, поет и художник (р. 1962)
- Къци Вапцаров, тв водещ, режисьор (р. 1963)
- Димитър Селенски, акьор (р. 1964)
- Николай Кънев, поет (р. 1964)
- Габриела Цанева, писателка (р. 1964)
- Владимир Памуков, спортен журналист (р. 1964)
- Михаил Билалов, актьор (р. 1965)
- Миглена Ангелова, журналист, тв водещ (р. 1965)
- Албена Павлова, актриса (р. 1966)
- Валентин Ганев, актьор (р. 1967)
- Виктор Чучков (син), актьор, режисьор и сценарист (р. 1971)
- Камен Донев, актьор, режисьор, драматург (р. 1971)
- Симеон Лютаков, актьор (р. 1972)
- Герасим Георгиев – Геро, актьор (р. 1974)
- Крум Берков, актьор (р. 1978)
- Магдалена Абаджиева, поетеса (р. 1978)
- Веселин Анчев, актьор (р. 1979)
- Полина Лъвчиева, писателка на епично фентъзи и вълшебни приказки (р. 1980)
- Владислав Виолинов, актьор (р. 1981)
- Анелия Луцинова, актриса (р. 1986)
- Иво Ангелов, журналист и писател, работил в Българската национална телевизия и вестниците „Труд“ и „България Днес“ (р. 1986)
- Ралица Паскалева, актриса и телевизионна водеща (р. 1989)
- Павел Иванов, актьор (р. 1993)
- Gülsim Ali, актриса и модел от турски произход (р. 1995)

## Архитекти, скулптори, художници
- Димитър Хинков, художник (1904 – 1988)
- Кирил Станчев, художник (1906 – 1988)
- Любен Гайдаров, художник (1906 – 2004)
- Петър Попов, художник (1925 – 1985)
- Никола Терзиев - Желязото, скулптор (1927 – 2006)
- Никифор Цонев, художник (1928 – 2003)
- Цветко Цветков, художник (1932 – 1989)
- Николай Русчуклиев, художник (1932)
- Йордан Парашкевов, художник (1934 – 1987)
- Георги Радулов, скулптор (р. 1936)
- Стефан Кацаров, художник (р. 1937)
- Ради Неделчев, художник (р. 1938)
- Марко Монев, художник (1939 – 2004)
- Фикрет Ислямов, художник (1939 – 2009)
- Велимир Петров, художник (1939 – 2013)
- Тодор Филипов, художник (1943 – 2004)
- Василка Монева, художник (р. 1945)
- Борис Димитров, художник-график (р. 1947 в Ценово, Русенско), с награда „Народен художник на Италия“
- Николай Караджов, художник (1950)
- Володя Кенарев, художник (р. 1951)
- Андрей Даниел, художник живописец (р. 1952)
- Пламен Монев, художник (1957 – 2016)
- Дилян Хубанов, скулптор (р. 1959)
- Светозар Лисичков, скулптор (р. 1960)
- Ивайло Савов (скулптор) (р. 1961)
- Даниел Дянков, художник (р. 1965)
- Димитър Радков - Халфа, художник (1944-1982)

## Музиканти
- Саша Попов, диригент и цигулар (1899 – 1976)
- Коста Армянов, оперен певец (1899 – 1943)
- Мими Балканска, оперна и оперетна певица (1902 – 1984)
- Георги Златев-Черкин, вокален педагог и композитор (1905 – 1977)
- Йосиф Цанков, музикант, композитор (1911 – 1971)
- Ото Либих, пианист, композитор (1912 – 1960)
- Николай Янков Кауфман, музиковед, фолклорист и композитор (1925 – 2018)
- Васил Казанджиев, композитор и диригент (р. 1934)
- Атанас Косев, композитор и поет (1934 – 2021)
- Венцеслав Николов, виолончелист, диригент и педагог (р. 1943)
- Емил Табаков, диригент и композитор (р. 1947)
- Росица Борджиева, поп певица, педагог (р. 1954)
- Искрен Пецов, певец, композитор (р. 1963)
- Деян Неделчев, поп певец, композитор (р. 1964)
- Бойко Неделчев, поп певец, композитор (р. 1965)
- Глория, попфолк певица (р. 1973)
- Мартин Цонев, оперен певец (р. 1973)
- Константин Евтимов, виолончелист, концертмайстор на Симфоничния оркестър на БНР (р. 1975)
- Мирослав Иванов, музикант, композитор (р, 1975)
- Евтим Русков, гайдар, фолклорист, композитор, педагог (1975 – 2018)
- Орлин Анастасов, оперен певец (р. 1976)
- Виолета Шаханова, оперна и камерна певица
- Нелина, попфолк и народна певица
- Борис Чакъров, композитор (р. 1960)
- Петър Петров-Парчето, симфоничен и джаз музикант
- Джина Стоева, попфолк певица (р. 1976)
- Антони Рикев (WahTony), музикант, композитор, продуцент (р. 1981)
- Яница, попфолк певица (р. 1982)
- Дивна, поп певица (р. 1997)

## Спортисти
- Марко Николов – Марата, футболист (вратар) (1919 – 1961)
- Юлия Трашлиева, гимнастичка (1936 – 2024)
- Любен Марков, футболист (вратар), футболен треньор (р. 1945)
- Нешка Робева, треньор по художествена гимнастика (р. 1946)
- Слави Дамянов, футболист (1950 – 2007)
- Игнат Младенов, футболист (р. 1950)
- Стоян Илиев, футболист (р. 1953)
- Бонка Енчева, акробат (р. 1957)
- Георги Велинов, футболист (р. 1957)
- Таню Киряков, състезател по спортна стрелба с пистолет, двукратен олимпийски шампион (р. 1963)
- Мирослав Миронов, футболист (1963 – 2014)
- Любомир Ганев, бивш национален волейболист, президент на Българска федерация по волейбол (р. 1965)
- Валентин Гецов, борец, олимпийски медалист (р. 1967)
- Мариян Тодоров, футболист, футболен треньор (р. 1970)
- Димитър Тотев, футболист (р. 1970)
- Милко Казанов, каякар, олимпийски медалист (р. 1970)
- Ростислав Димитров, състезател в дисциплината троен скок (р. 1974)
- Венелина Венева, лекоатлетка (висок скок) (р. 1974)
- Илиян Памуков, футболист, футболен треньор (р. 1974)
- Веселин Топалов – шахматист, световен шампион, носител на Шахматен Оскар (р. 1975)
- Людмил Киров, футболист, футболен треньор (р. 1976)
- Мартин Керчев, футболист (р. 1982)
- Вихрен Узунов, футболист (вратар) (р. 1983)
- Диян Димов, футболист (р. 1985)
- Севда Асенова, боксьорка (р. 1985)
- Силвия Митева, състезателка по художествена гимнастика (р. 1986)
- Елица Раева, шахматистка, международен майстор, Шампион на България по шахмат за жени 2008 и 2016 (р. 1987)
- Николай Димитров, футболист ПФК Левски (р. 1987)
- Мирослав Кирчев, гребец (р. 1990)
- Георги Минчев, футболист (р. 1995)
- Реян Даскалов, футболист (р. 1995)
- Венцислав Керчев, футболист (р. 1997)
- Бисер Бонев, футболист (р. 2003)

## Македоно-одрински опълченци
- Михаил К. Аргиров, 31-годишен, търговец, IІІ курс, 2 рота на 9 велешка дружина, носител на ордена „За храброст“ IV степен[9]
- Оник Аладженян, 23-годишен, жител на Русе, бакърджия, основно образование, 2 рота на 12 лозенградска дружина[10]
- Смиле Антонов, 18-годишен, бояджия, IV клас, 4 рота на 9 велешка дружина, носител на ордена „За храброст“ IV степен[11]

## Други
- Иван Ведър (Данаил Николов), един от първите масони в България (роден в Разград) (1827 – 1898)
- Нестор Марков, просветен деец, учител в Русе през 1870 – 1872 и 1893 – 1896, окръжен началник през 1884 – 1886 (1836 – 1916)
- Атина Болярска, съпруга на Иван Вазов (1860 – 1950)
- Стефан Димитриев, български военен и революционер от ВМОК (1872 – ?)
- Албер Афталион (1874-1956), френски икономист
- Васил Късогледов, български и руски доктор, хирург (1881 – 1936)
- Владимир Стоянов, български военен деец, генерал-майор (1879 – ?)
- Никола Топалджиков, български военен деец, генерал-майор (1875 – 1925)
- Димитър Добрев, морски офицер, капитан (1868 – 1944)
- Митрополит Михаил Доростолски и Червенски, епархийски архиерей от 1927 г. до кончината си. (1884 – 1961)
- Анастас Матлиев (? – 1934), български общественик